# Hendrik van Hessen-Darmstadt

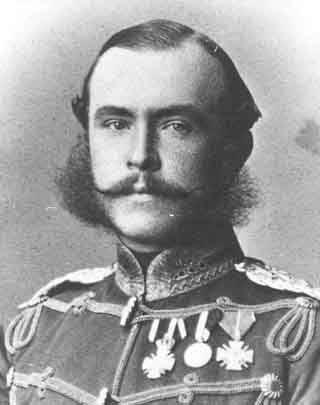
Hendrik van Hessen en aan de Rijn

Hendrik Willem Lodewijk Adelbert Waldemar Alexander van Hessen-Darmstadt (Bessungen, 28 november 1838 - München, 16 september 1900) was een prins van Hessen en aan de Rijn. 
Hij was de tweede zoon van Karel van Hessen-Darmstadt en Elisabeth van Pruisen en een jongere broer van de latere groothertog Lodewijk IV van Hessen-Darmstadt. Hendrik studeerde in Göttingen en Gießen en trad in 1854 als luitenant toe tot het Hessische leger. Vanaf 1869 was hij kapitein in het Pruisische leger. Hij streed zowel in de Duitse als in de Frans-Duitse Oorlog. Hij zwaaiden in 1892 als generaal van de cavalerie af, en vestigde zich in München. Van 1881 tot zijn dood was hij lid van de Hessische landdag.
Hendrik trouwde op 25 februari 1878 morganatisch met Caroline Willich von Pöllnitz (1848-1879), die voor de gelegenheid tot Freifrau von Nidda werd gecreëerd. Zij overleed na de geboorte van hun enig kind Karl, graaf van Nidda (1879-1920). Hij hertrouwde in 1892 - eveneens morganatisch, met Emilie Hrzic de Topuska (1868-1961). Zij werd verheven tot Freifrau von Dornberg. Zij kregen samen een zoon: Elimar, Freiherr von Dornberg (1893-1917).

## Kwartierstaat
| Lodewijk I van Hessen-Darmstadt (1753-1830) | Lodewijk I van Hessen-Darmstadt (1753-1830) | Lodewijk I van Hessen-Darmstadt (1753-1830) | Lodewijk I van Hessen-Darmstadt (1753-1830) | Lodewijk I van Hessen-Darmstadt (1753-1830)  | Lodewijk I van Hessen-Darmstadt (1753-1830)  | Louise van Hesse-Darmstadt (1761-1829)       | Louise van Hesse-Darmstadt (1761-1829)       | Louise van Hesse-Darmstadt (1761-1829)       | Louise van Hesse-Darmstadt (1761-1829)       | Louise van Hesse-Darmstadt (1761-1829) | Louise van Hesse-Darmstadt (1761-1829) |                                              |                                              | Karel Lodewijk van Baden (1755-1801)         | Karel Lodewijk van Baden (1755-1801)         | Karel Lodewijk van Baden (1755-1801)         | Karel Lodewijk van Baden (1755-1801)         | Karel Lodewijk van Baden (1755-1801) | Karel Lodewijk van Baden (1755-1801) | Amalia van Hessen-Darmstadt (1754-1832)  | Amalia van Hessen-Darmstadt (1754-1832)  | Amalia van Hessen-Darmstadt (1754-1832)  | Amalia van Hessen-Darmstadt (1754-1832)  | Amalia van Hessen-Darmstadt (1754-1832)  | Amalia van Hessen-Darmstadt (1754-1832)  |  |  | Frederik Willem II van Pruisen (1744-1797) | Frederik Willem II van Pruisen (1744-1797) | Frederik Willem II van Pruisen (1744-1797) | Frederik Willem II van Pruisen (1744-1797) | Frederik Willem II van Pruisen (1744-1797) | Frederik Willem II van Pruisen (1744-1797) | Frederika van Hessen-Darmstadt (1751-1805) | Frederika van Hessen-Darmstadt (1751-1805) | Frederika van Hessen-Darmstadt (1751-1805) | Frederika van Hessen-Darmstadt (1751-1805) | Frederika van Hessen-Darmstadt (1751-1805) | Frederika van Hessen-Darmstadt (1751-1805) |                                         |                                         | Frederik V van Hessen-Homburg (1748-1820) | Frederik V van Hessen-Homburg (1748-1820) | Frederik V van Hessen-Homburg (1748-1820)        | Frederik V van Hessen-Homburg (1748-1820)        | Frederik V van Hessen-Homburg (1748-1820)        | Frederik V van Hessen-Homburg (1748-1820)        | Caroline van Hessen-Darmstadt (1746-1821)        | Caroline van Hessen-Darmstadt (1746-1821)        | Caroline van Hessen-Darmstadt (1746-1821) | Caroline van Hessen-Darmstadt (1746-1821) | Caroline van Hessen-Darmstadt (1746-1821) | Caroline van Hessen-Darmstadt (1746-1821) |  |  |  |  |  |  |  |  |  |  |  |  |  |  |  |  |  |  |  |  |  |  |  |  |  |  |  |  |  |  |  |  |  |  |  |  |  |  |  |  |  |  |  |  |  |  |  |  |
| Lodewijk I van Hessen-Darmstadt (1753-1830) | Lodewijk I van Hessen-Darmstadt (1753-1830) | Lodewijk I van Hessen-Darmstadt (1753-1830) | Lodewijk I van Hessen-Darmstadt (1753-1830) | Lodewijk I van Hessen-Darmstadt (1753-1830)  | Lodewijk I van Hessen-Darmstadt (1753-1830)  | Louise van Hesse-Darmstadt (1761-1829)       | Louise van Hesse-Darmstadt (1761-1829)       | Louise van Hesse-Darmstadt (1761-1829)       | Louise van Hesse-Darmstadt (1761-1829)       | Louise van Hesse-Darmstadt (1761-1829) | Louise van Hesse-Darmstadt (1761-1829) |                                              |                                              | Karel Lodewijk van Baden (1755-1801)         | Karel Lodewijk van Baden (1755-1801)         | Karel Lodewijk van Baden (1755-1801)         | Karel Lodewijk van Baden (1755-1801)         | Karel Lodewijk van Baden (1755-1801) | Karel Lodewijk van Baden (1755-1801) | Amalia van Hessen-Darmstadt (1754-1832)  | Amalia van Hessen-Darmstadt (1754-1832)  | Amalia van Hessen-Darmstadt (1754-1832)  | Amalia van Hessen-Darmstadt (1754-1832)  | Amalia van Hessen-Darmstadt (1754-1832)  | Amalia van Hessen-Darmstadt (1754-1832)  |  |  | Frederik Willem II van Pruisen (1744-1797) | Frederik Willem II van Pruisen (1744-1797) | Frederik Willem II van Pruisen (1744-1797) | Frederik Willem II van Pruisen (1744-1797) | Frederik Willem II van Pruisen (1744-1797) | Frederik Willem II van Pruisen (1744-1797) | Frederika van Hessen-Darmstadt (1751-1805) | Frederika van Hessen-Darmstadt (1751-1805) | Frederika van Hessen-Darmstadt (1751-1805) | Frederika van Hessen-Darmstadt (1751-1805) | Frederika van Hessen-Darmstadt (1751-1805) | Frederika van Hessen-Darmstadt (1751-1805) |                                         |                                         | Frederik V van Hessen-Homburg (1748-1820) | Frederik V van Hessen-Homburg (1748-1820) | Frederik V van Hessen-Homburg (1748-1820)        | Frederik V van Hessen-Homburg (1748-1820)        | Frederik V van Hessen-Homburg (1748-1820)        | Frederik V van Hessen-Homburg (1748-1820)        | Caroline van Hessen-Darmstadt (1746-1821)        | Caroline van Hessen-Darmstadt (1746-1821)        | Caroline van Hessen-Darmstadt (1746-1821) | Caroline van Hessen-Darmstadt (1746-1821) | Caroline van Hessen-Darmstadt (1746-1821) | Caroline van Hessen-Darmstadt (1746-1821) |  |  |  |  |  |  |  |  |  |  |  |  |  |  |  |  |  |  |  |  |  |  |  |  |  |  |  |  |  |  |  |  |  |  |  |  |  |  |  |  |  |  |  |  |  |  |  |  |
|                                             |                                             |                                             |                                             |                                              |                                              |                                              |                                              |                                              |                                              |                                        |                                        |                                              |                                              |                                              |                                              |                                              |                                              |                                      |                                      |                                          |                                          |                                          |                                          |                                          |                                          |  |  |                                            |                                            |                                            |                                            |                                            |                                            |                                            |                                            |                                            |                                            |                                            |                                            |                                         |                                         |                                           |                                           |                                                  |                                                  |                                                  |                                                  |                                                  |                                                  |                                           |                                           |                                           |                                           |  |  |  |  |  |  |  |  |  |  |  |  |  |  |  |  |  |  |  |  |  |  |  |  |  |  |  |  |  |  |  |  |  |  |  |  |  |  |  |  |  |  |  |  |  |  |  |  |
|                                             |                                             |                                             |                                             | Lodewijk II van Hessen-Darmstadt (1777-1848) | Lodewijk II van Hessen-Darmstadt (1777-1848) | Lodewijk II van Hessen-Darmstadt (1777-1848) | Lodewijk II van Hessen-Darmstadt (1777-1848) | Lodewijk II van Hessen-Darmstadt (1777-1848) | Lodewijk II van Hessen-Darmstadt (1777-1848) |                                        |                                        |                                              |                                              |                                              |                                              | Wilhelmina van Baden (1788-1836)             | Wilhelmina van Baden (1788-1836)             | Wilhelmina van Baden (1788-1836)     | Wilhelmina van Baden (1788-1836)     | Wilhelmina van Baden (1788-1836)         | Wilhelmina van Baden (1788-1836)         |                                          |                                          |                                          |                                          |  |  |                                            |                                            |                                            |                                            | Willem van Pruisen (1783-1851)             | Willem van Pruisen (1783-1851)             | Willem van Pruisen (1783-1851)             | Willem van Pruisen (1783-1851)             | Willem van Pruisen (1783-1851)             | Willem van Pruisen (1783-1851)             |                                            |                                            |                                         |                                         |                                           |                                           | Marie Anne Amalie van Hessen-Homburg (1785-1846) | Marie Anne Amalie van Hessen-Homburg (1785-1846) | Marie Anne Amalie van Hessen-Homburg (1785-1846) | Marie Anne Amalie van Hessen-Homburg (1785-1846) | Marie Anne Amalie van Hessen-Homburg (1785-1846) | Marie Anne Amalie van Hessen-Homburg (1785-1846) |                                           |                                           |                                           |                                           |  |  |  |  |  |  |  |  |  |  |  |  |  |  |  |  |  |  |  |  |  |  |  |  |  |  |  |  |  |  |  |  |  |  |  |  |  |  |  |  |  |  |  |  |  |  |  |  |
|                                             |                                             |                                             |                                             | Lodewijk II van Hessen-Darmstadt (1777-1848) | Lodewijk II van Hessen-Darmstadt (1777-1848) | Lodewijk II van Hessen-Darmstadt (1777-1848) | Lodewijk II van Hessen-Darmstadt (1777-1848) | Lodewijk II van Hessen-Darmstadt (1777-1848) | Lodewijk II van Hessen-Darmstadt (1777-1848) |                                        |                                        |                                              |                                              |                                              |                                              | Wilhelmina van Baden (1788-1836)             | Wilhelmina van Baden (1788-1836)             | Wilhelmina van Baden (1788-1836)     | Wilhelmina van Baden (1788-1836)     | Wilhelmina van Baden (1788-1836)         | Wilhelmina van Baden (1788-1836)         |                                          |                                          |                                          |                                          |  |  |                                            |                                            |                                            |                                            | Willem van Pruisen (1783-1851)             | Willem van Pruisen (1783-1851)             | Willem van Pruisen (1783-1851)             | Willem van Pruisen (1783-1851)             | Willem van Pruisen (1783-1851)             | Willem van Pruisen (1783-1851)             |                                            |                                            |                                         |                                         |                                           |                                           | Marie Anne Amalie van Hessen-Homburg (1785-1846) | Marie Anne Amalie van Hessen-Homburg (1785-1846) | Marie Anne Amalie van Hessen-Homburg (1785-1846) | Marie Anne Amalie van Hessen-Homburg (1785-1846) | Marie Anne Amalie van Hessen-Homburg (1785-1846) | Marie Anne Amalie van Hessen-Homburg (1785-1846) |                                           |                                           |                                           |                                           |  |  |  |  |  |  |  |  |  |  |  |  |  |  |  |  |  |  |  |  |  |  |  |  |  |  |  |  |  |  |  |  |  |  |  |  |  |  |  |  |  |  |  |  |  |  |  |  |
|                                             |                                             |                                             |                                             |                                              |                                              |                                              |                                              |                                              |                                              | Karel van Hessen-Darmstadt (1809-1877) | Karel van Hessen-Darmstadt (1809-1877) | Karel van Hessen-Darmstadt (1809-1877)       | Karel van Hessen-Darmstadt (1809-1877)       | Karel van Hessen-Darmstadt (1809-1877)       | Karel van Hessen-Darmstadt (1809-1877)       |                                              |                                              |                                      |                                      |                                          |                                          |                                          |                                          |                                          |                                          |  |  |                                            |                                            |                                            |                                            |                                            |                                            |                                            |                                            |                                            |                                            | Elisabeth van Pruisen (1815-1885)          | Elisabeth van Pruisen (1815-1885)          | Elisabeth van Pruisen (1815-1885)       | Elisabeth van Pruisen (1815-1885)       | Elisabeth van Pruisen (1815-1885)         | Elisabeth van Pruisen (1815-1885)         |                                                  |                                                  |                                                  |                                                  |                                                  |                                                  |                                           |                                           |                                           |                                           |  |  |  |  |  |  |  |  |  |  |  |  |  |  |  |  |  |  |  |  |  |  |  |  |  |  |  |  |  |  |  |  |  |  |  |  |  |  |  |  |  |  |  |  |  |  |  |  |
|                                             |                                             |                                             |                                             |                                              |                                              |                                              |                                              |                                              |                                              | Karel van Hessen-Darmstadt (1809-1877) | Karel van Hessen-Darmstadt (1809-1877) | Karel van Hessen-Darmstadt (1809-1877)       | Karel van Hessen-Darmstadt (1809-1877)       | Karel van Hessen-Darmstadt (1809-1877)       | Karel van Hessen-Darmstadt (1809-1877)       |                                              |                                              |                                      |                                      |                                          |                                          |                                          |                                          |                                          |                                          |  |  |                                            |                                            |                                            |                                            |                                            |                                            |                                            |                                            |                                            |                                            | Elisabeth van Pruisen (1815-1885)          | Elisabeth van Pruisen (1815-1885)          | Elisabeth van Pruisen (1815-1885)       | Elisabeth van Pruisen (1815-1885)       | Elisabeth van Pruisen (1815-1885)         | Elisabeth van Pruisen (1815-1885)         |                                                  |                                                  |                                                  |                                                  |                                                  |                                                  |                                           |                                           |                                           |                                           |  |  |  |  |  |  |  |  |  |  |  |  |  |  |  |  |  |  |  |  |  |  |  |  |  |  |  |  |  |  |  |  |  |  |  |  |  |  |  |  |  |  |  |  |  |  |  |  |
|                                             |                                             |                                             |                                             |                                              |                                              |                                              |                                              |                                              |                                              |                                        |                                        |                                              |                                              |                                              |                                              |                                              |                                              |                                      |                                      |                                          |                                          |                                          |                                          |                                          |                                          |  |  |                                            |                                            |                                            |                                            |                                            |                                            |                                            |                                            |                                            |                                            |                                            |                                            |                                         |                                         |                                           |                                           |                                                  |                                                  |                                                  |                                                  |                                                  |                                                  |                                           |                                           |                                           |                                           |  |  |  |  |  |  |  |  |  |  |  |  |  |  |  |  |  |  |  |  |  |  |  |  |  |  |  |  |  |  |  |  |  |  |  |  |  |  |  |  |  |  |  |  |  |  |  |  |
|                                             |                                             |                                             |                                             |                                              |                                              |                                              |                                              |                                              |                                              |                                        |                                        |                                              |                                              |                                              |                                              |                                              |                                              |                                      |                                      |                                          |                                          |                                          |                                          |                                          |                                          |  |  |                                            |                                            |                                            |                                            |                                            |                                            |                                            |                                            |                                            |                                            |                                            |                                            |                                         |                                         |                                           |                                           |                                                  |                                                  |                                                  |                                                  |                                                  |                                                  |                                           |                                           |                                           |                                           |  |  |  |  |  |  |  |  |  |  |  |  |  |  |  |  |  |  |  |  |  |  |  |  |  |  |  |  |  |  |  |  |  |  |  |  |  |  |  |  |  |  |  |  |  |  |  |  |
|                                             |                                             |                                             |                                             |                                              |                                              |                                              |                                              |                                              |                                              |                                        |                                        | Lodewijk IV van Hessen-Darmstadt (1837-1892) | Lodewijk IV van Hessen-Darmstadt (1837-1892) | Lodewijk IV van Hessen-Darmstadt (1837-1892) | Lodewijk IV van Hessen-Darmstadt (1837-1892) | Lodewijk IV van Hessen-Darmstadt (1837-1892) | Lodewijk IV van Hessen-Darmstadt (1837-1892) |                                      |                                      | Hendrik van Hessen-Darmstadt (1838-1900) | Hendrik van Hessen-Darmstadt (1838-1900) | Hendrik van Hessen-Darmstadt (1838-1900) | Hendrik van Hessen-Darmstadt (1838-1900) | Hendrik van Hessen-Darmstadt (1838-1900) | Hendrik van Hessen-Darmstadt (1838-1900) |  |  | Anna van Hessen-Darmstadt (1843-1865)      | Anna van Hessen-Darmstadt (1843-1865)      | Anna van Hessen-Darmstadt (1843-1865)      | Anna van Hessen-Darmstadt (1843-1865)      | Anna van Hessen-Darmstadt (1843-1865)      | Anna van Hessen-Darmstadt (1843-1865)      |                                            |                                            | Willem van Hessen-Darmstadt (1845-1900)    | Willem van Hessen-Darmstadt (1845-1900)    | Willem van Hessen-Darmstadt (1845-1900)    | Willem van Hessen-Darmstadt (1845-1900)    | Willem van Hessen-Darmstadt (1845-1900) | Willem van Hessen-Darmstadt (1845-1900) |                                           |                                           |                                                  |                                                  |                                                  |                                                  |                                                  |                                                  |                                           |                                           |                                           |                                           |  |  |  |  |  |  |  |  |  |  |  |  |  |  |  |  |  |  |  |  |  |  |  |  |  |  |  |  |  |  |  |  |  |  |  |  |  |  |  |  |  |  |  |  |  |  |  |  |